# Pekár Gyula
Rozsnyói Pekár Gyula (Debrecen, 1866. november 8. – Budapest, Józsefváros, 1937. augusztus 19.) író, újságíró, országgyűlési képviselő, államtitkár, miniszter, a Magyar Tudományos Akadémia levelező tagja, 1920-tól 1936-ig a Petőfi Társaság elnöke, Pekár Imre fia.

## Életpályája
Pekár Imre és Pekár Emma fia. Iskoláit Debrecenben, Budapesten és Bostonban végezte, jogi tanulmányokat Bécsben és Budapesten folytatott. Három évig joggyakornok volt, majd Justh Zsigmond hatására az irodalomhoz pártolt, 1891-től belépett újságírónak a Horváth Gyula által alapított és szerkesztett Magyar Hírlaphoz. Beutazta Európát, három évig tanult a Sorbonne-on, öt európai nyelven beszélt. 1901-től tagja lett a Kisfaludy Társaságnak és a Petőfi Társaságnak, ez utóbbinak 1920-tól 1936-ig elnöke is volt. 1901–1935 között, az őszirózsás forradalom és a Tanácsköztársaság idejét kivéve szabadelvű Keresztény Nemzeti Egyesülés Pártja (KNEP), egységes párti, majd Nemzeti Egység Pártja (NEP) programmal országgyűlési képviselő volt. Mint a Fehérház Bajtársi Egyesület elnöke közreműködött az 1919. augusztus 6-i Friedrich-féle puccsban. 1919 augusztusától 1921 júniusáig vallás- és közoktatásügyi államtitkári posztot töltött be. 1919. augusztus 27-től 1919. november 24-ig tárca nélküli miniszterként dolgozott a Friedrich-kormányban. 1925-től a Filmipari Alap felügyelő bizottságának elnöki posztját kapta meg. Az 1920-as évektől egyik meghatározó egyénisége lett a Turáni Társaságnak, a Magyar Külügyi Társaságnak, s tagja volt a lengyel–magyar kapcsolatok ápolását célul tűző Magyar Mickiewicz Társaságnak is.
Szerény tehetségű írói munkássága elismerést kapott. Film készült A táncz c. drámájából (filmbemutató, 1901), más műveiből a A szép Pongráczné krinolinja (filmbemutató, 1931) és A kölcsönkért kastély. Drámáit, elbeszéléseit, regényeit többnyire a Singer és Wolfner adta közre. Ugyanakkor emlékezetes Ady megsemmisítő kritikája is: „az ember kénytelen Herczeg Ferencet írónak elfogadni csak azért, mert Pekár Gyula is van”.
1906. november 15-én Budapesten, a Józsefvárosban házasságot kötött Falkenberg Paula Erzsébet Johanna Dominika Máriával.
Fia Pekár Győző a Magyar Lótenyésztő Szövetség tiszteletbeli alelnöke volt 1949-től egészen 1958-as haláláig.

## Kultúrtörténeti érdekességek

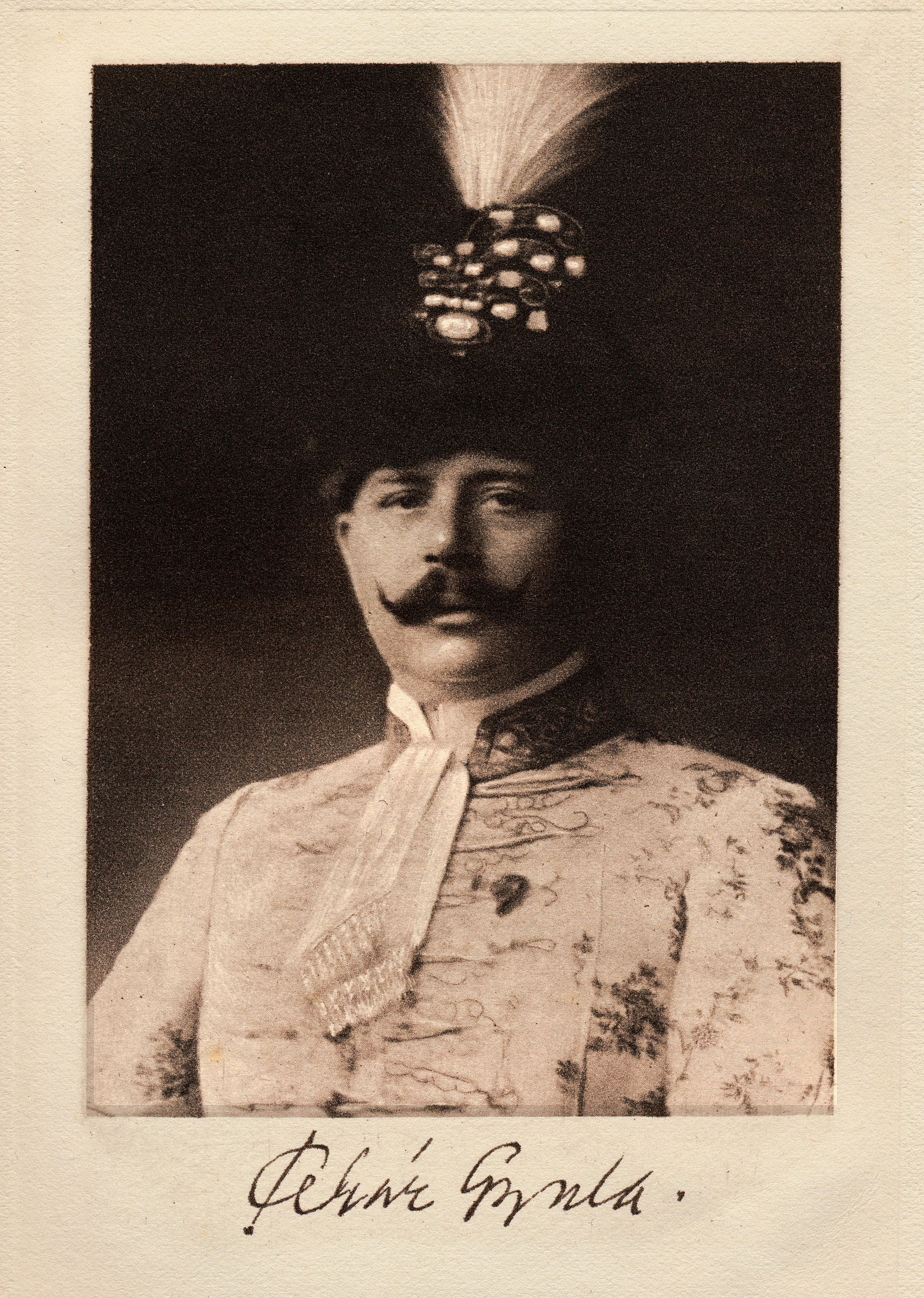
Pekár Gyula arcképe és aláírása

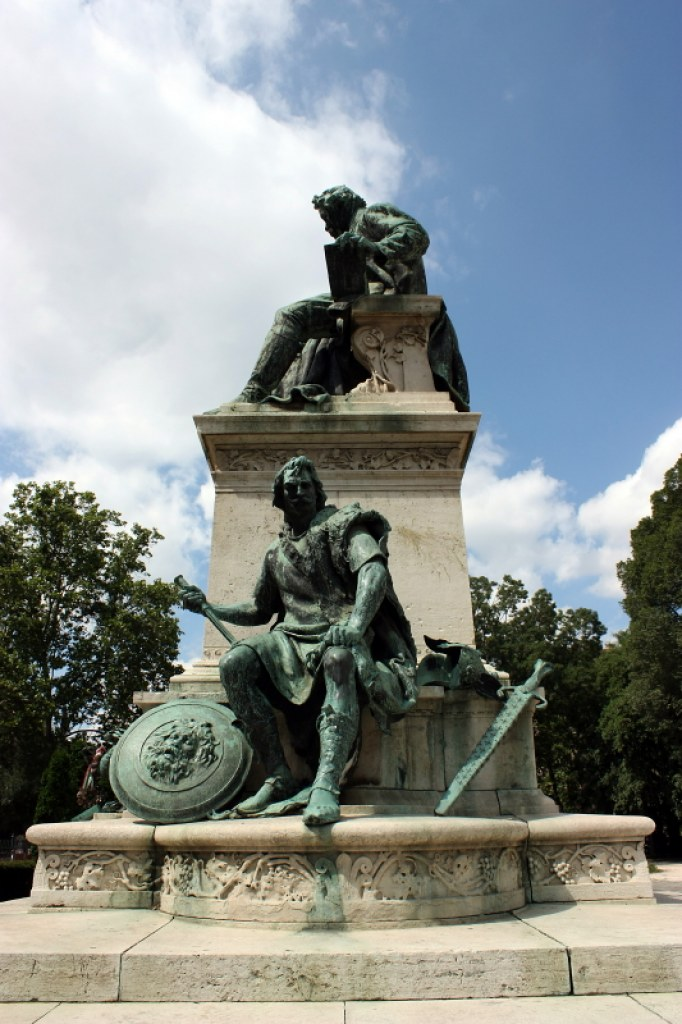
Arany János szobrának Toldi mellékalakja Pekár Gyuláról mintázva, 1893

Pekár Gyula magas, izmos, kisportolt fiatalember volt, kiemelkedő atléta és evezős, róla mintázta Strobl Alajos a múzeumkerti Arany János-szobor egyik mellékalakját, a Toldi Miklóst. Legalábbis ezt terjesztette Pekár, a kutatások azonban mára már bizonyították, hogy Strobl nem volt megelégedve az önjelölt modellel és helyette az ország tornászbajnokáról, az MTK-s Müller Dávidról mintázta Toldit. (Részletesen lásd: Szekrényessy Attila: Az MTK születése, Bp. 2016 89-95. oldal ISBN 978-963-12-4537-0)
Krúdy Gyula megírta öngyilkoltatási-afférját Pilisy Rózával, aki korábban az ő múzsája volt. Később, befolyásos politikusként – bosszúból – letiltatta Krúdyt, aki emiatt 1930. május 26-án kénytelen volt margitszigeti szegényes otthonát is elhagyva, Óbudára költözni, majd megjelenés híján, úgyszólván éhen halni. Amikor még szép amorózók voltak, nem tudta, hogy közepes tehetségű kollégája a politikai szamárlétrán előrejutva el tudja majd őt lehetetleníteni.

## Főbb munkái
- A táncz : történeti tanulmány három szakaszban. Budapest : Uránia Magyar Tudományos Színház, 1901, 65 o.
- Livió főhadnagy : regény két kötetben. Budapest : Singer és Wolfner, [1901] (Ser, Egyetemes regénytár ; XVI. 10–11. sz.) Egybekötve
- Pasztellek : [elbeszélések]. Budapest : Singer és Wolfner, 1902, 283 o. (Ser. Színes könyvek)
- A táncz : La danse : conférence historique en trois parties / par Gyula de Pekár ; [éd. par] Théâtre Scientifique Hongrois "Urania". Budapest : Théâtre Scientifique Hongrois "Urania", 1903. 63 o. ill.
- Mátyás és Beatrix. Történeti dráma négy felvonásban, előjátékkal. Budapest : Singer és Wolfner, 1904 Online
- Bizánc kulturája. Budapest : Franklin-Társulat nyomdája, 1907 Online
- Hatalom : regény. Budapest : Singer és Wolfner, 1917, 32 o. (Milliók könyve ; 25.)
- Delilah nyoszolyája és egyéb elbeszélések : [új lenyomat] Budapest : Singer és Wolfner, 1918, 157 o. (Ser. Egyetemes regénytár 21. 11. sz.)
- Magyar költők szerelmei : [elbeszélések]. [Budapest] : Singer : Wolfner, [1920], 183 o.
- Lord Burlington arcképe : regény. Budapest : Singer és Wolfner, 1925,	158 o.
- Liliomos asszony (olasz) La dama del giglio. Idillio rococo / Gyula Pekár ; trad. de Franco Vellani Dionisi. Bologna : Cappelli, 1928, 243 o. (regény)
- Tisza István végnapjai. Debrecen : Városi Nyomda, 1932, 15 o. (Ser. A Debreceni Tisza István Tudományos Társaság I. osztályának kiadványai ; 5. köt. 4. sz.)
- Amazon cárnők : elbeszélések. Budapest : Singer és Wolfner, 1937, 92 o.
- Ultima canzone : elbeszélések. Budapest : Singer és Wolfner, 1939, 267 o.
- Himfy szerelmei. Budapest : Interim, [1990], 29 o. (Ser. Diana regénytára : 0865-6290 ; 1.) ISBN 963-02-8291-7

## Díjak, elismerések (válogatás)
- MTA Péczely-díja (1910)
- MTA Vojnits-díj (1915, 1921)